# Дханга
Дханга (Дхангадева) (гінді धंगदेव; д/н — бл. 999) — магараджа Джеджа-Бхукті у 954—999 роках.

## Життєпис
Походив з династії Чандела. Син магараджи Яшовармана I і Пуппадеві (Пушпи). Посів трон близько 954 року. Невдовзі призначив брата Крішну охороняти кордон з державою Малава (там панували Парамара). Першим закріпив фактичний стан речей — відмовившись від навіть номінальної залежності від Гуджара-Пратіхарів, що остаточно занепали. Ймовірно це спричинило конфлікт з Вінаякапалою, магараджахіраджею Гуджара-Пратіхарів, якому Дханга завдав поразки, віднявши фортецю Гваліор з навколишніми землями. Захоплене передав як залежне князівство роду Качгапаґатам.
З перемінним успіхом вів війни проти Махіпали I з імперії Пала, завдав поразки державам Чандра і Камбоджа (південносхзахідна Бенгалія). Дханга не захопив жодної нової території в рамках цієї кампанії, оскільки ставив за мету послаблення ворогів на сході, тому що вбачав найбільшу загрозу з заходу. Також можливо він здійснив набіг на деякі території на південь від Віндх'ї.
Напис у Бхілсі вихваляється тим, що Вачаспаті, міністр Крішнапи, брата магараджи Дханги, завдав близько 980 року поразки Шанкарагану III Калачура, магараджи Чеді, в якій той загинув.
Невдовзі вперше стикнувся з мусульманськими загарбниками — Газневідами. Десь у 990-х роках на чолі коаліції васальних держав відбив напад еміра Себук-Тегіна (або військо, віправлене останнім для грабунку індійських земель на чолі з сином Махмудом). Це дозволило ще більше посилити зверхність над сусідніми дрібними князівствами.
Помер близько 999 року. Йому спадкував син Гандадева.

## Будівництво
Відомий тим, що замовив будівництво декілька чудових храмів у Кхаджурахо, зокрема храми Маракатешвара, Праматханатх, Вішванатхи (присвячений Шиві). В останньому встановив дві лінгами: один зі смарагду, а інший зі звичайного каменю. При ньому було завершено будівництво храму Вайкунтханатха, розпочатку за часів його батька. Сучасний напис записує надання деяких садів джайнському храму Джінанатха.